# Jeannette Sánchez
Jeannette Sánchez Zurita (Ambato, 1964) es una economista, política, investigadora y profesora universitaria ecuatoriana. Fue nombrada Directora de División de Recursos Naturales de la Comisión Económica para América Latina y el Caribe, CEPAL, con sede en Santiago de Chile en marzo de 2017. Ha sido profesora titular de macroeconomía y política económica en la Universidad Central de Ecuador desde abril de 2015. Antes fue profesora en los temas de economía y desarrollo en varias universidades de Ecuador. Fue nombrada Ministra Coordinadora de Política Económica, el 10 de noviembre de 2011, función que ejerció hasta abril de 2013. Venía desempeñando el cargo de Ministra Coordinadora de Desarrollo Social desde junio de 2009 hasta esa fecha. También se desempeñó como Ministra de Inclusión Económica y Social, iniciando su gestión en febrero del 2007. 

## Biografía
Nació en Ambato, Ecuador, en 1964. Obtuvo el título de Economista por la Pontificia Universidad Católica del Ecuador en 1991. Máster en Planificación Comunitaria y Regional por la Universidad de Texas en Austin, Estados Unidos, desde 1999. Máster en Economía por la Facultad Latinoamericana de Ciencias Sociales (FLACSO) sede en Ecuador, desde 1996. Diplomado superior como “Experto en Desarrollo Local” por el Programa DELNET-Organización Internacional de Trabajo, OIT en el 2003. Estudios en la Especialización Superior de Gestión del Desarrollo Local, de la Universidad Andina Simón Bolívar, entre el 2002 y 2004. Ella hizo estudios de doctorado en desarrollo en la Université Catholique de Louvain-La Neuve entre 2004 y 2006, y obtuvo el doctorado en Política Pública y Transformaciones Sociales (cum laude) por La Universidad Autónoma de Barcelona, en 2017.

## Trayectoria
Ha desempeñado importantes funciones en algunos cargos en instituciones públicas y privadas tanto nacionales como internacionales. Actualmente, se desempeña como directora de la División de Recursos Naturales en la Comisión Económica para América Latina y el Caribe en Santiago de Chile. En Ecuador se desempeñó como Ministra Coordinadora de Política Económica entre noviembre de 2011 y abril de 2013. Fue Ministra Coordinadora de Desarrollo Social desde junio de 2009 hasta noviembre de 2011, Ministra de Inclusión Económica y Social –MIES- (febrero de 2007-junio de 2009), Presidenta del Instituto Nacional de la Familia, INNFA (febrero de 2007-diciembre de 2008). Ella previamente colaboró como parte de los equipos técnicos de instituciones públicas y de cooperación internacional como técnica de la Secretaría Técnica del Frente Social, Asesora en gobernabilidad del SNV- Ecuador de la Cooperación Holandesa para el Desarrollo, entre otros.
Fue profesora de macroeconomía, planificación estratégica, desarrollo local y economía ambiental en varias universidades: Pontificia Universidad Católica de Ecuador, Universidad San Francisco de Quito; Universidad de Cuenca; Facultad Latinoamericana de Ciencias Sociales de Ecuador y actualmente en la Universidad Central del Ecuador. Es profesora titular de economía de la Universidad Central de Ecuador. Ha realizado investigaciones y consultorías en temas de planificación y empleo, gobernabilidad, desarrollo, entre otros.

## Obras
Ha publicado varios artículos y colaborado en varios libros. Entre las publicaciones más recientes:
- Samaniego, J., Sánchez, J., & Alatorre, J. 2022. Medio ambiente y desarrollo en un contexto centro-periferia. El Trimestre Económico, 89(353), 229-256. https://doi.org/10.20430/ete.v89i353.1422

- Pacto para la sostenibilidad en América Latina y el Caribe. Revista Tlatelolco, Dossier especial: Green New Deal. México, UNAM. https://puedjs.unam.mx/revista_tlatelolco/dossier-especial-green-new-deal-global/

- León, M., Muñoz, C. y Sánchez, J. (editores) 2020. La gobernanza del litio y el cobre en los países andinos. Santiago, CEPAL. https://repositorio.cepal.org/bitstream/handle/11362/46479/1/S2000535_es.pdf

- León, M., Lewinsohn, J. y Sánchez, J. 2020. Balanza commercial física e intercambio, uso y eficiencia de materiales en América Latina y el Caribe, Serie Recursos Naturales, CEPAL, Santiago de Chile. https://repositorio.cepal.org/bitstream/handle/11362/46526/1/S2000766_es.pdf

- Sánchez, J. (coordinadora), Domínguez, R., León, M., Samaniego, J., Sunkel, O. 2019. Recursos naturales, medio ambiente y sostenibilidad, 70 años de pensamiento de la Cepal. Santiago, CEPAL. https://repositorio.cepal.org/bitstream/handle/11362/44785/1/S1900378_es.pdf

- Estado de bienestar, políticas públicas y desigualdad interétnica: reflexiones teóricas para un análisis aplicado a Ecuador. Revista Estado & Comunes, Revista de políticas y problemas públicos del IAEN. N.o 6, volumen 1, enero-junio de 2018. https://revistas.iaen.edu.ec/index.php/estado_comunes/article/view/69/71

- Buen Vivir, Cambio de la Matriz Productiva y convergencia interna. En Braña, F., Domínguez, R. y León, M. (editores) Buen Vivir y Cambio de Matriz Productiva: Reflexiones desde Ecuador. Quito: Fes-ILDIS. 2016. https://library.fes.de/pdf-files/bueros/quito/12781.pdf

- Institucionalidad y Políticas para la Economía Popular y Solidaria: Balance de la experiencia ecuatoriana. En Coraggio, J.L. (org). Miradas sobre la Economía Social y Solidaria en América Latina. Buenos Aires: UNGS/CLACSO/DR&RD/IAEN. 2016. http://biblioteca.clacso.edu.ar/clacso/se/20210325054604/Miradas-sobre-la-economia-social.pdf